# Pycnogonum (Retroviger) clarki
Pycnogonum (Retroviger) clarki is een zeespin uit de familie Pycnogonidae. De soort behoort tot het geslacht Pycnogonum. Pycnogonum (Retroviger) clarki werd in 2002 voor het eerst wetenschappelijk beschreven door Staples. 